# Middlebourne (Virginia Occidental)
Middlebourne es un pueblo ubicado en el condado de Tyler en el estado estadounidense de Virginia Occidental. En el Censo de 2010 tenía una población de 815 habitantes y una densidad poblacional de 832,47 personas por km².

## Geografía
Middlebourne se encuentra ubicado en las coordenadas 39°29′42″N 80°54′36″O / 39.49500, -80.91000. Según la Oficina del Censo de los Estados Unidos, Middlebourne tiene una superficie total de 0.98 km², de la cual 0.93 km² corresponden a tierra firme y (4.5%) 0.04 km² es agua.

## Demografía
Según el censo de 2010, había 815 personas residiendo en Middlebourne. La densidad de población era de 832,47 hab./km². De los 815 habitantes, Middlebourne estaba compuesto por el 99.26% blancos, el 0% eran afroamericanos, el 0% eran amerindios, el 0% eran asiáticos, el 0% eran isleños del Pacífico, el 0% eran de otras razas y el 0.74% pertenecían a dos o más razas. Del total de la población el 0.25% eran hispanos o latinos de cualquier raza.